# Китайгородська сільська рада (Гайсинський район)
| Китайгородська сільська рада — колишній орган місцевого самоврядування у Гайсинському районі Вінницької області з адміністративним центром у селі Китайгород. До 17 липня 2020 року перебувало у складі ліквідованого Іллінецького району. Сільській раді були підпорядковані населені пункти: - с. Китайгород - с. Кам'яногірка |

## Склад ради
Рада складалася з 20 депутатів та голови.

## Керівний склад сільської ради
| ПІБ                       | Основні відомості                                                 | Дата обрання | Дата звільнення |
| ------------------------- | ----------------------------------------------------------------- | ------------ | --------------- |
| Полянська Галина Мусіївна | Сільський голова, 1957 року народження, освіта, позапартійна      | 26.03.2006   | 31.10.2010      |
| Полянська Галина Мусіївна | Сільський голова, 1957 року народження, освіта вища, позапартійна | 31.10.2010   |                 |

Примітка: таблиця складена за даними джерела